# Unter-Schmitten
Unter-Schmitten ist ein Stadtteil von Nidda im hessischen Wetteraukreis.

## Geographische Lage
Unter-Schmitten liegt nördlich der Kernstadt Nidda in der nördlichen Wetterau am Rande des Vogelsberges. Die Ortslage erstreckt sich beiderseits der Nidda und südlich der Ulfa, die hier in die Nidda mündet. Westlich des Ortes erhebt sich der 199 Meter hohe landwirtschaftlich genutzte Martinsberg. Der Ortskern an der Brückenstraße hatte sich an einer Niddabrücke am westlichen linken Ufer entwickelt. Entlang der Straße Am Klingelfeld ist der Ort mit dem nordöstlich angrenzenden Ober-Schmitten zusammengewachsen. Der höchste Punkt der Gemarkung liegt ganz im Osten und erreicht am bewaldeten Westhang des Friedrichsberges 270 Meter. Die Gemarkungsfläche beträgt 425 Hektar, davon sind 60 Hektar bewaldet (Stand: 1961).

## Geschichte

### Ortsgeschichte
Auf die Existenz der beiden Orte Unter-Schmitten und des Nachbarortes Ober-Schmitten kann man aus zwei Lagebeschreibungen vom 1. Oktober 1441 und vom 22. März 1442 schließen. Die ältere bekannte Lagebeschreibung nennt Wiesen, gelegen „zuschen den tzwen smytten,“ die jüngere spricht von Wiesen, „gelegen zuschen den tzweyn waltsmitten.“
Die älteste bekannte urkundliche Erwähnung der Ortsnamen erfolgte 1449 als „Oberste und Underste Waldsmytte“.
Im Mittelalter wurde im Ort Eisen geschmolzen und bearbeitet. Der letzte Eisenhammer wurde aber schon 1630 stillgelegt. An seiner Stelle wurde eine Papiermühle errichtet. Im 19. Jahrhundert wurden aus Ton Töpfe, Pfannen und Dachziegel hergestellt.
Früher gab es in der Gemarkung sechs Mühlen, die heute alle nicht mehr arbeiten. 0,5 km nordöstlich des Ortes befindet sich die „Bruchmühle.“
In der Gemarkung liegt die Wüstung Frankenhausen.
Die Statistisch-topographisch-historische Beschreibung des Großherzogthums Hessen berichtet 1830 über Unter-Schmitten:

„Unterschmitten (L. Bez. Nidda) evangel. Filialdorf; liegt an der Nidda, in einem Hain von Obstbäumen, 3⁄4 St. von Nidda, hat 91 Häuser und 480 Einwohner, die außer 1 Katholiken evangelisch sind. Man findet 30 Bauern und 31 Handwerker, unter welchen sich allein 22 Häfner befinden, so wie 3 Mühlen und außerdem 1 Papiermühle, die ein gutes Papier liefert.“

Hessische Gebietsreform (1970–1977)
Im Zuge der Gebietsreform in Hessen fusionierten zum 1. Dezember 1970 die bis dahin selbständigen Gemeinden Bad Salzhausen, Borsdorf, Fauerbach bei Nidda, Geiß-Nidda, Harb, Kohden, Michelnau, Ober-Lais, Ober-Schmitten, Ober-Widdersheim, Stornfels, Ulfa, Unter-Schmitten, Wallernhausen und die Stadt Nidda zur neuen Stadt Nidda. Für die ehemals eigenständigen Gemeinden sowie für die Kernstadt Nidda wurden Ortsbezirke mit Ortsbeirat und Ortsvorsteher nach der Hessischen Gemeindeordnung eingerichtet.

### Verwaltungsgeschichte im Überblick
Die folgende Liste zeigt die Staaten und Verwaltungseinheiten, denen Unter-Schmitten angehört(e):
- Vor 1450: Heiliges Römisches Reich, Grafschaft Ziegenhain, Amt Nidda
- 1450–1495: Erbstreit zwischen der Landgrafschaft Hessen und den Grafen von Hohenlohe
- ab 1450: Heiliges Römisches Reich, Landgrafschaft Hessen, Amt Nidda[13]
- ab 1567: Heiliges Römisches Reich, Landgrafschaft Hessen-Marburg, Amt Nidda[14]
- 1604–1648: Heiliges Römisches Reich, strittig zwischen Landgrafschaft Hessen-Darmstadt und Landgrafschaft Hessen-Kassel (Hessenkrieg)
- ab 1604: Heiliges Römisches Reich, Landgrafschaft Hessen-Darmstadt, Amt Nidda[15]
- 1787: Heiliges Römisches Reich, Landgrafschaft Hessen-Darmstadt, Amt Nidda und Lißberg[16]
- ab 1806: Großherzogtum Hessen,[Anm. 2] Fürstentum Oberhessen, Amt Nidda[17][18]
- ab 1815: Großherzogtum Hessen, Provinz Oberhessen, Amt Nidda[19]
- ab 1821: Großherzogtum Hessen, Provinz Oberhessen, Landratsbezirk Nidda[20][Anm. 3]
- ab 1832: Großherzogtum Hessen, Provinz Oberhessen, Kreis Nidda
- ab 1838: Großherzogtum Hessen, Provinz Oberhessen, Kreis Grünberg
- ab 1848: Großherzogtum Hessen, Regierungsbezirk Gießen
- ab 1852: Großherzogtum Hessen, Provinz Oberhessen, Kreis Nidda
- ab 1867: Norddeutscher Bund,[Anm. 4] Großherzogtum Hessen, Provinz Oberhessen, Kreis Nidda
- ab 1874: Deutsches Reich, Großherzogtum Hessen, Provinz Oberhessen, Kreis Büdingen
- ab 1918: Deutsches Reich (Weimarer Republik), Volksstaat Hessen, Provinz Oberhessen, Kreis Büdingen
- ab 1938: Deutsches Reich, Volksstaat Hessen, Landkreis Büdingen[21][Anm. 5]
- ab 1945: Amerikanische Besatzungszone,[Anm. 6] Groß-Hessen, Regierungsbezirk Darmstadt, Landkreis Büdingen
- ab 1946: Amerikanische Besatzungszone, Hessen, Regierungsbezirk Darmstadt, Landkreis Büdingen
- ab 1949: Bundesrepublik Deutschland, Hessen, Regierungsbezirk Darmstadt, Landkreis Büdingen
- ab 1971: Bundesrepublik Deutschland, Hessen, Regierungsbezirk Darmstadt, Landkreis Büdingen, Stadt Nidda
- ab 1972: Bundesrepublik Deutschland, Hessen, Regierungsbezirk Darmstadt, Wetteraukreis, Stadt Nidda

### Bevölkerung

#### Einwohnerstruktur 2011
Nach den Erhebungen des Zensus 2011 lebten am Stichtag dem 9. Mai 2011 in Unter-Schmitten 855 Einwohner. Darunter waren 18 (2,1 %) Ausländer. Nach dem Lebensalter waren 144 Einwohner unter 18 Jahren, 339 waren zwischen 18 und 49, 174 zwischen 50 und 64 und 195 Einwohner waren älter. Die Einwohner lebten in 348 Haushalten. Davon 102 Singlehaushalte, 111 Paare ohne Kinder und 96 Paare mit Kindern, sowie 33 Alleinerziehende und 6 Wohngemeinschaften. In 63 Haushalten lebten ausschließlich Senioren/-innen und in 237 Haushaltungen leben keine Senioren/-innen.

#### Einwohnerentwicklung
| • 1791: | 309 Einwohner                      |
| • 1800: | 321 Einwohner                      |
| • 1806: | 381 Einwohner, 73 Häuser           |
| • 1829: | 480 Einwohner, 91 Häuser           |
| • 1867: | 485 Einwohner, 93 bewohnte Gebäude |
| • 1875: | 476 Einwohner, 90 bewohnte Gebäude |

| Unter-Schmitten: Einwohnerzahlen von 1791 bis 2022 | Unter-Schmitten: Einwohnerzahlen von 1791 bis 2022 | Unter-Schmitten: Einwohnerzahlen von 1791 bis 2022 | Unter-Schmitten: Einwohnerzahlen von 1791 bis 2022 | Unter-Schmitten: Einwohnerzahlen von 1791 bis 2022 |
| --- | -------------------------------------------------- | -------------------------------------------------- | -------------------------------------------------- | -------------------------------------------------- |
| Jahr |                                                    |                                                    |                                                    | Einwohner                                          |
| 1791 | 1791                                               |                                                    | 309                                                | 309                                                |
| 1800 | 1800                                               |                                                    | 321                                                | 321                                                |
| 1806 | 1806                                               |                                                    | 381                                                | 381                                                |
| 1829 | 1829                                               |                                                    | 480                                                | 480                                                |
| 1834 | 1834                                               |                                                    | 508                                                | 508                                                |
| 1840 | 1840                                               |                                                    | 505                                                | 505                                                |
| 1846 | 1846                                               |                                                    | 504                                                | 504                                                |
| 1852 | 1852                                               |                                                    | 494                                                | 494                                                |
| 1858 | 1858                                               |                                                    | 471                                                | 471                                                |
| 1864 | 1864                                               |                                                    | 489                                                | 489                                                |
| 1871 | 1871                                               |                                                    | 471                                                | 471                                                |
| 1875 | 1875                                               |                                                    | 476                                                | 476                                                |
| 1885 | 1885                                               |                                                    | 498                                                | 498                                                |
| 1895 | 1895                                               |                                                    | 475                                                | 475                                                |
| 1905 | 1905                                               |                                                    | 496                                                | 496                                                |
| 1910 | 1910                                               |                                                    | 511                                                | 511                                                |
| 1925 | 1925                                               |                                                    | 550                                                | 550                                                |
| 1939 | 1939                                               |                                                    | 543                                                | 543                                                |
| 1946 | 1946                                               |                                                    | 748                                                | 748                                                |
| 1950 | 1950                                               |                                                    | 764                                                | 764                                                |
| 1956 | 1956                                               |                                                    | 646                                                | 646                                                |
| 1961 | 1961                                               |                                                    | 645                                                | 645                                                |
| 1967 | 1967                                               |                                                    | 700                                                | 700                                                |
| 1970 | 1970                                               |                                                    | 763                                                | 763                                                |
| 1980 | 1980                                               |                                                    | ?                                                  | ?                                                  |
| 1990 | 1990                                               |                                                    | ?                                                  | ?                                                  |
| 1996 | 1996                                               |                                                    | 955                                                | 955                                                |
| 2000 | 2000                                               |                                                    | 934                                                | 934                                                |
| 2006 | 2006                                               |                                                    | 950                                                | 950                                                |
| 2010 | 2010                                               |                                                    | 887                                                | 887                                                |
| 2011 | 2011                                               |                                                    | 855                                                | 855                                                |
| 2016 | 2016                                               |                                                    | 911                                                | 911                                                |
| 2019 | 2019                                               |                                                    | 931                                                | 931                                                |
| 2022 | 2022                                               |                                                    | 920                                                | 920                                                |
| Datenquelle: Historisches Gemeindeverzeichnis für Hessen: Die Bevölkerung der Gemeinden 1834 bis 1967. Wiesbaden: Hessisches Statistisches Landesamt, 1968. Weitere Quellen: LAGIS; Stadt Nidda; Zensus 2011 |                                                    |                                                    |                                                    |                                                    |

#### Historische Religionszugehörigkeit
| • 1829: | 480 evangelische, ein katholischer Einwohner                          |
| • 1961: | 550 evangelische (= 85,27 %) und 80 katholische (= 12,40 %) Einwohner |

## Politik

### Ortsvorsteher
1997-2011 Steffen Schneider
2011-2021 Ronald Braun
seit April 2021 Steffen Schneider

### Wappen
Am 28. Februar 1964 wurde der Gemeinde Unter-Schmitten im damaligen Landkreis Büdingen ein Wappen mit folgender Blasonierung verliehen: In schräglinks geteiltem Schild oben in Schwarz zwei achtstrahlige silberne Sterne, unten in Gold ein roter Hammer, von sechs roten Nägeln beseitet.

## Kulturdenkmäler
Siehe: Liste der Kulturdenkmäler in Unter-Schmitten

## Infrastruktur
Die Bundesstraße 455 berührt den nördlichen Ortsrand und nimmt hier die Landesstraße L 3139 auf, die als Schottener Straße zwischen dem Ortskern und den Neubaugebieten am Fuße des Martinsberges hindurchführt.
Den öffentlichen Personennahverkehr stellt die Regionalverkehr Kurhessen GmbH sicher.
Im Ort gibt es ein Bürgerhaus und einen Sportplatz.

## Persönlichkeiten
- Hugo Lotz (1893–1978), Verwaltungsjurist, geboren in Unter-Schmitten, zuletzt Oberbürgermeister von Gießen